# 广州汽车客运站

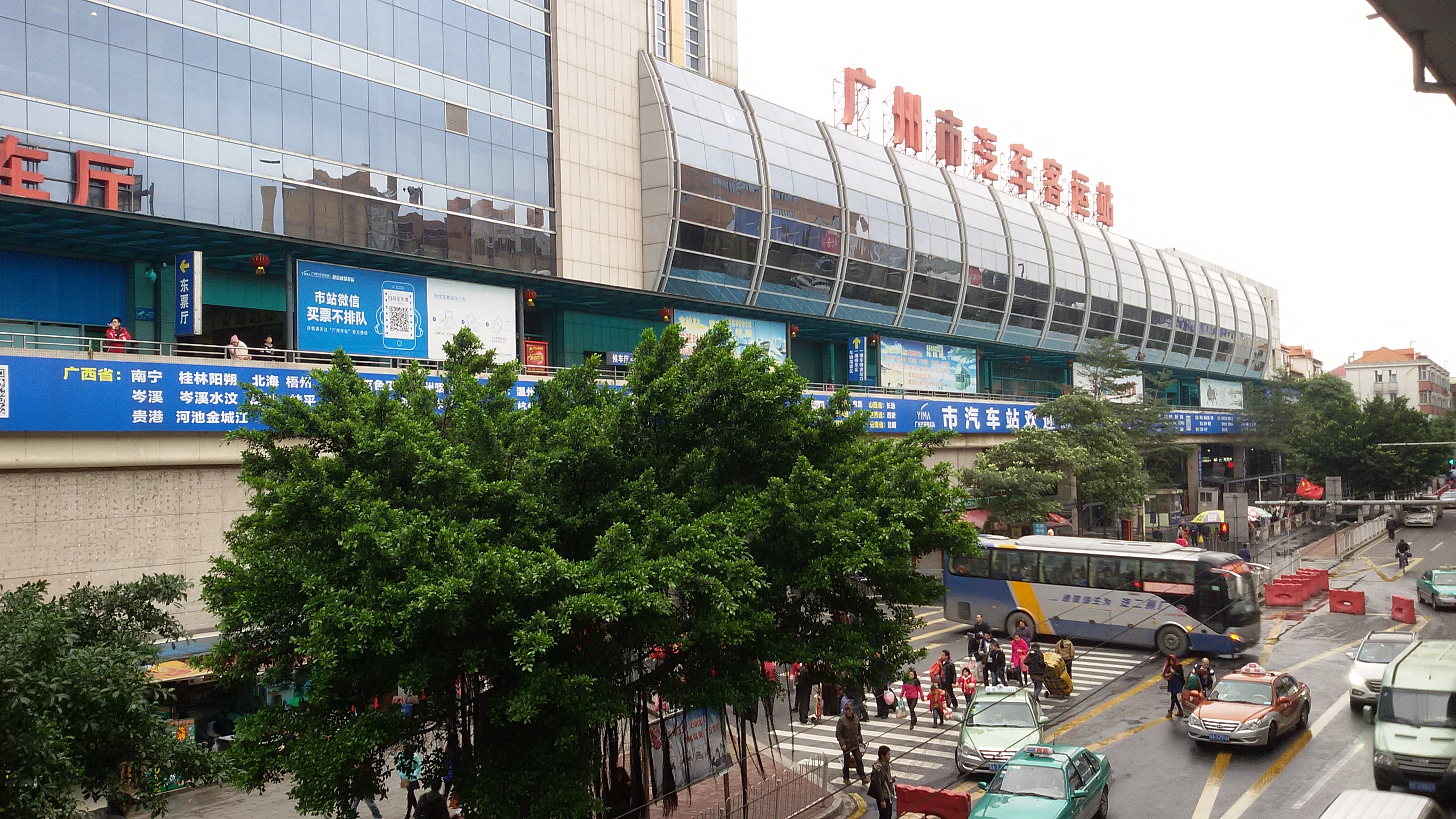
廣州市汽車客運站

广州汽车客运站（简称市汽车站、市站，廣州市民常直呼其為流花车站）位于中国广州市环市西路158号，是一个已关停的汽车客运站场。
市客运站于1985年成立，用地面积达31,100平方米，总建筑面积近10万平方米，设计最大日客运量可达18万人次。此前隶属于广州壹马交通投资有限公司（广州第二公共汽车公司的子公司），属下设有市站站区和流花站区，是国家一级公路客运站场。
随着铁路和城市轨道交通网络的完善，公路运输客流量逐年下降，市站亦从单日最高发送旅客17万人次减少至数千人次；COVID-19疫情爆发带来的防控措施加速了当局整合汽车客运站的工作。2020年4月1日，广州汽车客运站正式关停。2024年12月31日，为配合广州火车站片区改造，广州汽车客运站开始拆除。